# Rugby en los Juegos del Pacífico
El rugby fue una de las tantas disciplinas de los Juegos del Pacífico.
Se jugó por primera vez en Juegos del Pacífico Sur 1963, en la I edición de los Juegos y dejó de disputarse en la edición del 1995.
Desde la edición 1999, el torneo se disputa en formato de Rugby 7.

## Historial
| Evento            | Oro                | Plata              | Bronce          |
| ----------------- | ------------------ | ------------------ | --------------- |
| Suva 1963         | Fiyi               | Tonga              | Samoa           |
| Nouméa 1966       | Papúa Nueva Guinea | Nueva Caledonia    | Nuevas Hébridas |
| Port Moresby 1969 | Fiyi               | Papúa Nueva Guinea | Islas Salomón   |
| Papeete 1971      | Samoa              | Islas Cook         | Tahití          |
| Suva 1979         | Tonga              | Fiyi               | Nueva Caledonia |
| Apia 1983         | Fiyi               | Samoa              | Tonga           |
| Nouméa 1987       | Nueva Caledonia    | Islas Cook         | Tahití          |
| Port Moresby 1991 | Samoa              | Samoa Americana    | Islas Salomón   |
| Papeete 1995      | Nueva Caledonia    | Tahití             |                 |

## Medallero
| Núm. | País               | Oro | Plata | Bronce | Total |
| ---- | ------------------ | --- | ----- | ------ | ----- |
| 1    | Fiyi               | 3   | 1     | 0      | 4     |
| 2    | Samoa              | 2   | 1     | 1      | 4     |
| 2    | Nueva Caledonia    | 2   | 1     | 1      | 4     |
| 4    | Tonga              | 1   | 1     | 1      | 3     |
| 5    | Papúa Nueva Guinea | 1   | 1     | 0      | 2     |
| 6    | Islas Cook         | 0   | 2     | 0      | 2     |
| 7    | Tahití             | 0   | 1     | 2      | 3     |
| 8    | Samoa Americana    | 0   | 1     | 0      | 1     |
| 9    | Islas Salomón      | 0   | 0     | 2      | 2     |
| 10   | Vanuatu            | 0   | 0     | 1      | 1     |
|      | TOTAL              | 9   | 9     | 8      | 26    |

Nota: El torneo de los Juegos del Pacífico de 1995 es el último considerado